# Савва (епископ Сарайский)

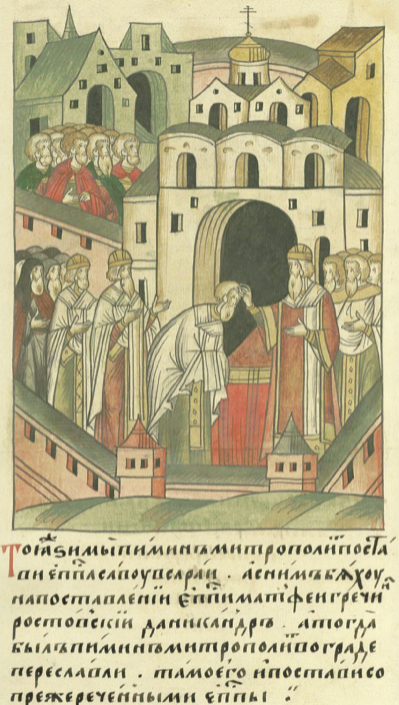
Митрополит Пимен посвящает Савву в епископы сарайские, с ним на поставление Матфей Гречин и Никандр

Епископ Савва (ум. 1403) — епископ Русской церкви, епископ Сарайский и Подонский (1382—1403).
Зимой 1382/1383 годов хиротонисан во епископа Сарского и Подонского. Хиротонию совершили митрополит Пимен, епископ Ростовский Матфей Гречин и епископ Звенигородский Даниил.
20 мая 1389 года совершал погребение Великого князя Московского Дмитрия Донского.
Скончался 9 июня или июля 1403 года.